# Javier Peña
Javier Peña (7 ottobre 1968) è un attore spagnolo.

## Biografia
Javier è noto principalmente per la sua partecipazione dal 2012 al 2014 alla soap Il segreto nel ruolo ricorrente del medico Don Pablo Salinas. Javier è noto anche per la sua lunghissima carriera a teatro iniziata nel 1987.

## Vita privata
Javier ha studiato presso la scuola di Arte dramático y Baile di Julio Pascual. Conosce molto bene oltre allo spagnolo, anche l'italiano e l'inglese.

## Filmografia

### Televisione
- 2012-2014-Il Segreto nel ruolo di Don Pablo Salinas
- 2014-Controportada nel ruolo di Enrique

### Teatro
- 1987-1988-Prometeo Encadenado de Esquilo
- 1988-Las Aves de Aristófanes
- 1989-Entremeses de Cervantes
- 1991-El humor en los quintero
- 1993-El Humor de Arniches
- 2010-Tre sembreros de copa
- 2011-2012-La importancia de llamarse Ernesto